# Drassodes rhodanicus
Drassodes rhodanicus är en spindelart som beskrevs av Simon 1914. Drassodes rhodanicus ingår i släktet Drassodes och familjen plattbuksspindlar.
Artens utbredningsområde är Frankrike. Inga underarter finns listade i Catalogue of Life.